# 앨버트 서미

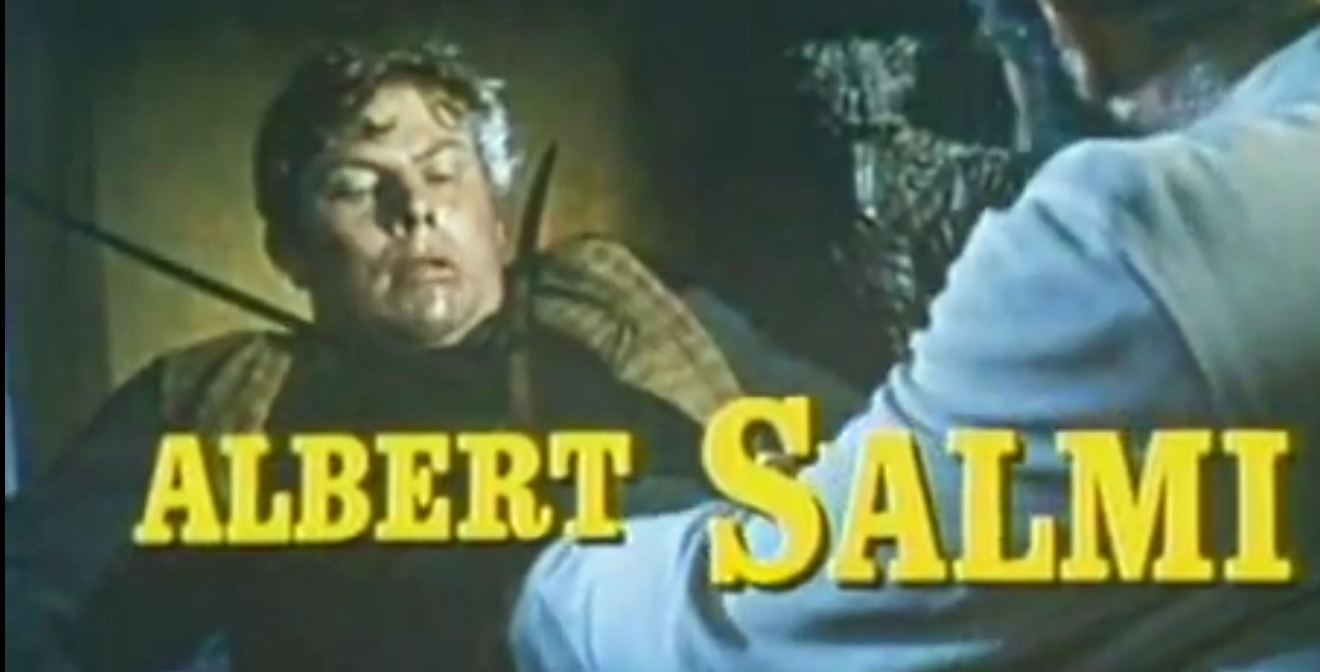

앨버트 샐미(Albert Salmi, 1928년 3월 11일 ~ 1990년 4월 22일)는 미국의 배우이다.
브루클린에서 태어났으며 워싱턴주에서 사망하였다. 사인은 총상이다.

## 출연 작품
- 빌리 더 키드 (1989년)
- 작은 도둑 큰 도둑 (1989년)
- 아틱 히트 (1986년)
- 러브 차일드 (1982년)
- 다우 설트 낫 킬 (1982년)
- 슈퍼스티션 (1982년)
- 용과 마법 구슬 (1981년)
- 암살 지령 (1980년)
- 도전 (1980년)
- 강철의 사나이 (1980년)
- 캐디쉑 (1980년)
- 사랑과 총탄 (1979년)
- 개미 왕국 (1977년)
- 스턴트맨의 음모 (1977년)
- 크레이지 월드 오브 줄리어스 브루더 (1974년) - 스플린트 역
- 로맨 (1971년)
- 혹성 탈출 3 - 제3의 인류 (1971년) - E-1 역
- 황금의 꿈 (1971년)
- 마지막 선택 (1967년)
- OK 목장의 결투 2 (1967년)
- 사이렌서 잠복 부대 (1967년)
- 아웃레이지 (1964년)
- 언포기븐 (1960년)
- 분노의 강 (1960년)
- 브라바도스 (1958년)
- 까라마조프의 형제들 (1958년)
- 디즈니랜드 (1954년)
- 스튜디오 원 (1948년)

### 텔레비전
- 클라이막스! (1958)
- 보난자 (1960-72)
- 도망자 (1964)
- 우주가족 로빈슨 (1966-67)
- 딜론 보안관 (1966-70)
- FBI (1966-72)
- 아이언사이드 (1973)
- 댈러스 (1982-83)
- 낫츠 랜딩 (1984-85)